# Sakarias Opsahl
Sakarias Opsahl (17 luglio 1999) è un calciatore norvegese, centrocampista del Brann.

## Biografia
Ha un fratello minore di nome Oskar, anche lui calciatore professionista.

## Carriera

### Club
Opsahl è cresciuto nelle giovanili dello Stabæk, per poi entrare a far parte di quelle del Vålerenga. Il 7 agosto 2018 ha firmato il primo contratto professionistico con questo club, valido fino al 31 dicembre 2021. Ha esordito con la prima squadra del Vålerenga in data 2 maggio 2019, schierato titolare nella vittoria per 0-3 arrivata in casa del Faaberg, sfida valida per il primo turno del Norgesmesterskapet. Il 16 maggio successivo ha debuttato invece in Eliteserien, subentrando a Chidera Ejuke nella vittoria casalinga per 2-0 sullo Strømsgodset.
Il 25 luglio 2019 è passato all'Ullensaker/Kisa, in 1. divisjon, con la formula del prestito. Ha giocato la prima partita con la nuova maglia tre giorni più tardi, il 28 luglio: ha sostituito Martin Torp nella sconfitta casalinga per 0-2 subita contro lo Start.
Rientrato al Vålerenga per fine prestito, in data 10 gennaio 2020 ha prolungato il contratto che lo legava al club fino al 31 dicembre 2022. Il 19 febbraio seguente è stato ceduto al Tromsø, ancora in 1. divisjon e sempre con la formula del prestito. Ha esordito con la nuova maglia il 6 luglio, schierato titolare nella vittoria per 0-2 in casa del Kongsvinger. Il 3 agosto 2020 ha trovato il primo gol in squadra, con cui ha sancito il successo per 0-1 in casa dell'Åsane. Ha contribuito alla promozione della squadra in Eliteserien, arrivata al termine della stagione.
È rientrato al Vålerenga al termine del prestito. Il 16 maggio 2021 è tornato a vestire la maglia di questo club, quando ha sostituito Henrik Bjørdal nella sconfitta interna per 1-2 subita contro il Kristiansund BK. Il 28 giugno 2021 è tornato ancora al Tromsø, nuovamente a titolo temporaneo. Successivamente, il trasferimento del giocatore è diventato a titolo definitivo. Il 10 aprile 2022 ha trovato il primo gol nella massima divisione locale, in occasione della vittoria per 2-1 arrivata sull'HamKam.
Il 16 luglio 2024 è stato reso noto il suo trasferimento al Brann, che sarebbe stato valido a partire dal giorno seguente, alla riapertura del calciomercato: ha firmato un contratto valido fino al 31 dicembre 2028. Il 20 luglio ha quindi esordito in squadra, schierato titolare nel pareggio per 1-1 maturato sul campo del Sarpsborg 08. Il 25 luglio seguente ha giocato la prima partita nelle competizioni UEFA per club: è subentrato a Thore Baardsen Pedersen nel pareggio per 0-0 in casa del Go Ahead Eagles, sf9da valida per i turni preliminari della Conference League.

## Statistiche

### Presenze e reti nei club
Statistiche aggiornate al 20 settembre 2024.
| Stagione         | Club             | Campionato       | Campionato | Campionato | Coppe nazionali | Coppe nazionali | Coppe nazionali | Coppe continentali | Coppe continentali | Coppe continentali | Supercoppe | Supercoppe | Supercoppe | Totale | Totale |
| Stagione         | Club             | Comp             | Pres       | Reti       | Comp            | Pres            | Reti            | Comp               | Pres               | Reti               | Comp       | Pres       | Reti       | Pres   | Reti   |
| ---------------- | ---------------- | ---------------- | ---------- | ---------- | --------------- | --------------- | --------------- | ------------------ | ------------------ | ------------------ | ---------- | ---------- | ---------- | ------ | ------ |
| 2018             | Vålerenga        | ES               | 0          | 0          | CN              | 0               | 0               | -                  | -                  | -                  | -          | -          | -          | 0      | 0      |
| gen.-lug. 2019   | Vålerenga        | ES               | 1          | 0          | CN              | 2               | 0               | -                  | -                  | -                  | -          | -          | -          | 3      | 0      |
| lug.-dic. 2019   | Ullensaker/Kisa  | 1D               | 12         | 0          | CN              | -               | -               | -                  | -                  | -                  | -          | -          | -          | 12     | 0      |
| 2020             | Tromsø           | 1D               | 29         | 3          | -               | -               | -               | -                  | -                  | -                  | -          | -          | -          | 29     | 3      |
| gen.-giu. 2021   | Vålerenga        | ES               | 2          | 0          | CN              | 0               | 0               | -                  | -                  | -                  | -          | -          | -          | 2      | 0      |
| Totale Vålerenga | Totale Vålerenga | Totale Vålerenga | 3          | 0          |                 | 2               | 0               |                    | -                  | -                  |            | -          | -          | 5      | 0      |
| giu.-dic. 2021   | Tromsø           | ES               | 19         | 0          | CN              | 2               | 0               | -                  | -                  | -                  | -          | -          | -          | 21     | 0      |
| 2022             | Tromsø           | ES               | 30         | 3          | CN              | 5               | 1               | -                  | -                  | -                  | -          | -          | -          | 35     | 4      |
| 2023             | Tromsø           | ES               | 28         | 1          | CN              | 3               | 0               | -                  | -                  | -                  | -          | -          | -          | 31     | 1      |
| gen.-lug. 2024   | Tromsø           | ES               | 7          | 0          | CN              | 2               | 0               | -                  | -                  | -                  | -          | -          | -          | 9      | 0      |
| Totale Tromsø    | Totale Tromsø    | Totale Tromsø    | 113        | 7          |                 | 12              | 1               |                    | -                  | -                  |            | -          | -          | 125    | 8      |
| lug.-dic. 2024   | Brann            | ES               | 3          | 0          | CN              | -               | -               | UECL               | 2                  | 0                  | -          | -          | -          | 5      | 0      |
| Totale           | Totale           | Totale           | 131        | 7          |                 | 14              | 1               |                    | 2                  | 0                  |            | -          | -          | 147    | 8      |